# فلورنسا ألينوود ألين
فلورنسا ألينوود ألين (بالإنجليزية: Florence Ellinwood Allen)‏ (و. 1884 – 1966 م) هي محامية، وقاضية من الولايات المتحدة الأمريكية .
وهي عضوة في الحزب الديمقراطي الأمريكي .

## التعليم
تعلمت في جامعة كيس وسترن ريسرف، وجامعة نيويورك
، وجامعة شيكاغو.

## جوائز وترشيحات
حصلت على جوائز منها:
- قاعة الشهرة الوطنية للمرأة.

## روابط خارجية
- فلورنسا ألينوود ألين على موقع الموسوعة البريطانية (الإنجليزية)